# La rivincita di Ivanhoe
La rivincita di Ivanhoe è un film del 1965 diretto da Tanio Boccia (con lo pseudonimo di Amerigo Antón).

## Trama
Guglielmo di Ivanhoe torna dalle Crociate per liberare i Sassoni dalla schiavitù nell'Inghilterra del XII secolo.